# Macogep-Tornatech-Specialized p/b Mazda
A equipa ciclista SAS-Macogep é uma equipa ciclista profissional feminina baseada ao Canadá. Está dirigida por Gérard Penarroya.

## História da equipa
A equipa resulta profissional em 2017.

## Principais vitórias

### Competições internacionais
Ciclismo em pista
- [[Imagem:|20px|class=noviewer|]] Campeonato Mundial de Ciclismo em Pista : 1

- - Scratch : 2013 (Katarzyna Pawłowska)

### Campeonatos nacionais
Ciclismo em estrada
- Campeonato da Costa Rica : 1

- - Contrarrelógio : 2017 (Milagre Mena)

## Enquadramento
Em 2017, o director desportista e representante da equipa cerca do UCI está Gérard Penarroya. Tem dirigido antes o equipa GSD Gestão-Kallisto em 2013. Jean-Christophe Barbotin é seu adjunto.
Em 2020, o representante da equipa cerca do UCI está Gérard Penarroya e o director desportista Daniel Fedon.

## Macogep Tornatech Girondins de Burdeos em 2020

### Elencos
| Integrantes da equipe 2020    | Integrantes da equipe 2020 | Integrantes da equipe 2020                   | Integrantes da equipe 2020 |
| Ciclista                      | Data de nascimento         | Equipe anterior                              |                            |
| ----------------------------- | -------------------------- | -------------------------------------------- | -------------------------- |
| Olivia Baril                  | 10 outubro 1997            |                                              |                            |
| Marion Bessone                | 8 novembro 1988            | Servetto-Stradalli Cycle-Alurecycling (2018) |                            |
| Luce Bourbeau                 | 6 março 1991               |                                              |                            |
| Lyse Ann Coffin               | 12 outubro 2001            |                                              |                            |
| Emilie Fortin (1 jan.–1 out.) | 21 maio 1999               |                                              |                            |
| Frédérique Larose-Gingras     | 12 janeiro 1994            |                                              |                            |
| Mireille Larose Gringas       | 18 fevereiro 2000          |                                              |                            |
| Ann-Pascale Ouellet           | 20 março 2025              |                                              |                            |
| Callie Swan                   | 20 março 2025              |                                              |                            |
|                               |                            |                                              |                            |
| Fonte: UCI                    |                            |                                              |                            |

### Vitórias
| Victórias | Victórias | Victórias | Victórias | Victórias | Victórias |
| Data      | Corrida   | Classe    | Vencedor  |           |           |
| --------- | --------- | --------- | --------- | --------- | --------- |

### Classificação mundial
| Classificação UCI | Classificação UCI | Classificação UCI | Classificação UCI |
| Ciclista          | Ciclista          | Pontos            |                   |
| ----------------- | ----------------- | ----------------- | ----------------- |
| 522.              | Olivia Baril      | 11 pts            |                   |

## Estações precedentes
Elenco
| Integrantes da equipe 2017 | Integrantes da equipe 2017 | Integrantes da equipe 2017             | Integrantes da equipe 2017 |
| Ciclista                   | Data de nascimento         | Equipe anterior                        |                            |
| -------------------------- | -------------------------- | -------------------------------------- | -------------------------- |
| Marjolaine Bazin           | 23 maio 1986               | DN 17 Poitou-Charentes (2016)          |                            |
| Emma Bedard                | 24 julho 1989              |                                        |                            |
| Véronique Bilodeau         | 15 novembro 1989           | Equipe Cascades-ABC Cycles (2010)      |                            |
| Christel Ferrier-Bruneau   | 8 julho 1979               | Faren-Kuota (2013)                     |                            |
| Pascale Jeuland-Tranchant  | 2 junho 1987               | Poitou-Charentes.Futuroscope.86 (2016) |                            |
| Soline Lamboley            | 11 outubro 1996            | Lointek (2015)                         |                            |
| Frédérique Larose-Gingras  | 12 janeiro 1994            |                                        |                            |
| Irena Ossola               | 19 abril 1988              |                                        |                            |
| Adriane Provost            | 19 dezembro 1992           |                                        |                            |
| Sarah-Anne Rasmussen       | 27 outubro 1992            |                                        |                            |
| Émilie Rochedy             | 5 novembro 1994            |                                        |                            |
| Iris Sachet                | 29 maio 1994               | Bourgogne-Pro Dialog (2013)            |                            |
|                            |                            |                                        |                            |
| Fonte: UCI                 |                            |                                        |                            |

Vitórias
Sobre estrada
| 22 jun. | Costa Rica National Road Cycling Championships - Women ITT | CN | Milagro Mena |

Classificação mundial
| Faixa | Corredora        | Pontos |
| ----- | ---------------- | ------ |
| 470   | Marjolaine Bazin | 5      |
| 540   | Milagre Mena     | 3      |
| 589   | Íris Sachet      | 3      |

SAS-Macogep está quarenta-terceiro à classificação por equipas.
| Integrantes da equipe 2013          | Integrantes da equipe 2013 | Integrantes da equipe 2013    | Integrantes da equipe 2013 |
| Ciclista                            | Data de nascimento         | Equipe anterior               |                            |
| ----------------------------------- | -------------------------- | ----------------------------- | -------------------------- |
| Alizee Brien                        | 27 setembro 1993           |                               |                            |
| Catherine Couture (25 mar.–31 dez.) | 9 julho 1989               |                               |                            |
| Charlene Delev (25 fev.–31 dez.)    | 20 julho 1989              |                               |                            |
| Kael Deverell                       | 5 agosto 1989              |                               |                            |
| Anna Harkowska                      | 20 março 1980              |                               |                            |
| Audrey Labrie                       | 18 dezembro 1994           |                               |                            |
| Anne-Marie Morin                    | 26 setembro 1992           |                               |                            |
| Flávia Oliveira                     | 27 outubro 1981            | Forno d'Asolo Colavita (2012) |                            |
| Katarzyna Pawłowska                 | 16 agosto 1989             |                               |                            |
| Roxanne Pepin                       | 22 janeiro 1994            |                               |                            |
| Mayra Rocha                         | 26 outubro 1988            |                               |                            |
| Stephanie Roorda (25 fev.–31 dez.)  | 3 dezembro 1986            |                               |                            |
| Lina-Kristin Schink                 | 5 novembro 1983            | GSD Gestion (2012)            |                            |
| Claire Thomas (25 jun.–31 dez.)     | 9 dezembro 1972            | ASPTT Dijon-Bourgogne (2012)  |                            |
|                                     |                            |                               |                            |
| Fonte: UCI                          |                            |                               |                            |